# Цнайдер, Николай
Николай Цнайдер (полная фамилия Шепс-Цнайдер, дат. Nikolaj Szeps-Znaider; род. 5 июля 1975, Копенгаген) — датский скрипач и дирижёр.
Из еврейской семьи, ведущей происхождение из Польши. Ученик Милана Витека и Бориса Кушнира. В 1992 году выиграл Международный конкурс имени Карла Нильсена в Оденсе, в 1995 году занял третье место на Конкурсе скрипачей имени Яна Сибелиуса, а в 1997 году стал победителем Конкурса имени королевы Елизаветы в Брюсселе.